# 十四年式重迫撃砲
十四年式重迫撃砲（14ねんしきじゅうはくげきほう）とは、大日本帝国陸軍が1925年（大正14年）に開発した口径274mmの重迫撃砲。野戦重砲と同程度の運動性を有する大威力の火砲として設計され、少数が製造された。

## 審査概要
本砲は大正9年(1920年)7月20日付参第398号研究方針により射程500～2,000m・砲弾炸薬量40kg以上で大なる破壊力を有し、運動性は野戦重砲と同様の重迫撃砲として開発が開始された。同研究方針に基づき大正10年(1921年)3月9日付甲第80号により重迫撃砲の設計要領書を上申し、同月21日付陸普第4142号をもって陸軍技術本部に対し試製審査が下命された。重迫撃砲の設計に当たっては以下のような目標が立てられた。
- 口径は274mm。
- 射程は最低500m、最大2,000m。
- 砲弾重量は約120kg。
- 炸薬量は40kg以上。
- 方向射界は左右各10度以上、高低射界は+45度～+80度。
- 分解時の各部重量は2,500kg以下。

砲各部の設計要領は次のようなものである。砲身は施条を有し薬莢を用いる。閉鎖機は螺式とし駐退機は水圧式、復座機は発条式とする。砲架は簡易な高低照準器を有し射撃には基面の広い砲床を用いる方式とする。運動性は砲身と砲床に分割して車輪を付け、砲身車及び砲床車として運搬するものとした。
これに基づき主要部を設計し、大正10年10月に大阪砲兵工廠に対し細部の設計と試作砲の注文が行われた。試作砲は翌大正11年(1922年)11月に竣工し、同月に長田野演習場で竣工試験を実施した。試験に基づく修正を加え大正12年(1923年)4月に伊良湖試験場において機能試験を実施し、機能は概ね良好であると認められた。同年12月に同試験場において弾道性及び弾丸効力試験を実施し、迫撃砲としては鮮度及び弾道性が良好であると認められた。また弾丸効力についてもベトンに対し相当大なる効力を有することが認められた。なお試験で消費された砲弾は填砂弾250発、填薬弾59発の合計309発であった。大正13年(1924年)12月には陸軍重砲兵学校の要員からなる試験隊を編成し、実用試験を実施した。試験では自動車牽引により浜松から気賀、三ヶ日を経て本坂峠を超えて豊橋に至る50kmの道のりを2日かけて移動し、高師原において塹壕内の各種運用など野外における実用試験を実施した。試験の結果実用性は良好と認められ、これをもって大正14年8月に仮制式として制定を上申した。

## 構造
本砲は運搬のため砲身車と砲架車に分割できる。砲身車は砲身・揺化・砲架・駐退機等からなり、砲床車は小架・大架・照準器等からなる。砲身車は全長4.29m・重量2,980kg・架尾70kg、砲床車は全長4.35m・重量1,930kgであり、ホルト5t牽引車によって運行される。このように分解して牽引車により運行されるため、陸軍は本砲を「重迫撃砲」に分類した。砲身は単肉鋼製で、閉鎖機は螺子式である。施条は傾角5度の右回り64条、砲腔内施条長は1,058mmである。精度は中射程で射距離の約160分の1、最大射程付近で約60分の1の射程公算躱避を有する。装填のためには砲耳を軸として揺架に対し砲身を水平にする必要があり、やや手間の掛かるものであった。揺架はU字形の断面をもち2つの側板からなり、外側にそれぞれ1つずつ駐退機を有する。砲身は揺架の内側に位置し、横材によって後復座運動を行う。揺架は下端で小架の水平軸と連結し、照準螺によって俯仰運動を行う。小架は垂直軸で大架と連結し、揺架の方向運動を可能にする。大架は縦横のI字鋼からなり、広面積で地面と接し駐鋤と杭によって固定される。方向照準器は小架に固定された小歯輪と大架前端に刻まれた歯弧の噛合により作用する。揚弾機は大架に対し垂直に直立し、砲弾を吊り上げて装填架に送る。運行に用いる車輪の中径は1.23mである。
後には本砲を船載して全周射撃を可能にするため、小架以上の構造を搭載する回転盤形の試製船載砲床も開発された。

## 砲弾
本砲が使用する弾薬は十四年式榴弾である。本砲弾は全備弾量134.4kgで、炸薬は熔製茶黄薬41.5kgを有する。信管は十四年式延期弾底信管「改修」を使用する。薬筒は薬莢・四〇式薬莢爆管・薬包・点火薬包・薬莢蓋及び枠からなり全備重量は約7kgである。装薬は一号方形薬を使用し、装薬量は1号1,270g・2号825g・3号625g・4号500g・5号470g・6号390gの6種類がある。砲弾初速は1号装薬から6号装薬までそれぞれ166m/秒・130m/秒・111m/秒・98m/秒・90m/秒・85.5m/秒となっている。最大射程は2,400m、最小射程は350mである。点火薬は小粒薬15gを使用する。弾着により生じる漏斗孔は砂質地で中径6.2m・深さ1.5m、優良ベトンで中径2.3m・深さ0.47m、鉄筋ベトンで中径2m、深さ0.34mである。後には炸薬として九一式爆薬43kgを使用する十四年式榴弾改一も開発された。本砲弾の諸元は炸薬の種類を除いて十四年式榴弾と同一であった。より堅固な目標に対して使用する破甲榴弾としては試製破甲榴弾が存在した。本砲弾は全備弾量163.2kg、炸薬は熔製茶黄薬13.06kgを有する。信管は五年式小弾底信管「改修」を使用する。装薬量は80g～132gまでの5種類で、射程は570m～1,550mであった。

## 実戦運用
本砲は昭和7年(1932年)の第一次上海事変で海軍に譲渡されて使用された。
海軍に譲渡された本砲の後継火砲として九六式重迫撃砲が開発された。

## 参考資料
- 陸軍技術本部長 宮田太郎「重迫撃砲試製審査の件(大日記乙輯昭和03年)」アジア歴史資料センター、Ref.C01006203900。
- 陸軍技術本部副官 八木録郎「14年式重迫撃砲仮取扱法送付の件(昭和05年「密大日記」第3冊・続)」アジア歴史資料センター、Ref.C01003914900。
- 「14年式重迫撃砲試製船載砲床説明書」アジア歴史資料センター、Ref.A03032123200。
- 館山海軍砲術学校研究部「陸戦兵器要目表(陸戦参考－第1号・陸戦兵器要目表)」アジア歴史資料センター、Ref.A03032103400。
- 佐山二郎『大砲入門』光人社NF文庫 ISBN 978-4769822455